# Пяндж (река)
Пяндж (на таджикски: Панҷ; на руски: Пяндж) е голяма река в Централна Азия, по цялото си протежение служеща за граница между Таджикистан на север и Афганистан на юг, лява съставяща на Амударя. Дължина 921 km. Площ на водосборния басейн 114 хил.km².
Река Пяндж се образува от сливането на реките Вахандаря (220 km, лява съставяща) и Памир (дясна съставяща) на границата между Таджикистан и Афганистан, на 2797 m н.в., в близост до таджикското село Лянгар. По цялото си протежение е гранична река между Таджикистан и Афганистан, като протича в тясна и дълбока долина между хребетите на Памир (Шахдарински, Ишкашимски, Рушански, Язгулемски, Дарвазки, Хазратишох и др.) на север и хребетите на Хиндукуш (Лал, Сафедхир, Рустан и др.) на юг. В района на таджикското сгт Пяндж реката излиза от планините и навлиза във Вахшката долина, където течението и става бавно и спокойно, а коритото ѝ се разделя на ръкави. В най-южната част на Вахшката долина, на 318 m н.в. се съединява с идващата отдясно река Вахш и двете заедно дават началото на най-голямата средноазиатска река Амударя.
Основни притоци: леви – Шива (Тангшев), Джавай, Раг, Кокча и др.; десни – Гунт, Бартанг, Язгулем, Ванч, Обиминьоу, Кизилсу и др. Подхранването ѝ е предимно ледниково-снежно. Пълноводие от май до септември. Среден годишен отток в устието 1000 m³/s. В няколкото долинни разширения по течението ѝ водите ѝ се използват за напояване. По дилината на Пяндж в Таджикистан са разположени град Хорог и селата районни центрове Ишкашим, Рушан и Калаихум, а в Афганистан – градовете Янгикала и Шерхан (Къзълкала).

## Топографска карта
- J-42-Б М 1:500000[2]
- J-42-В М 1:500000[3]
- J-42-Г М 1:500000[4]
- J-43-В М 1:500000[5]